# Ogdoconta cinereola
Ogdoconta cinereola là một loài bướm đêm trong họ Noctuidae.